# 科拉科拉
科拉科拉（西班牙語：Coracora），是秘魯的城鎮，位於該國中南部阿亞庫喬大區，是帕里納科查斯省的首府，距離利馬800公里，海拔高度3,150至3,350米之間，人口約15,000。
15°01′01.18″S 73°46′49.51″W / 15.0169944°S 73.7804194°W